# りすのナトキンのおはなし
『りすのナトキンのおはなし』（The Tale of Squirrel Nutkin ;1903）は、ビアトリクス・ポター作のピーターラビットの絵本である。

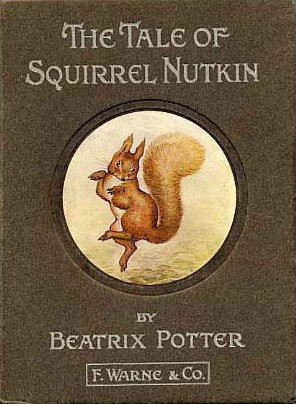

## あらすじ
りすのナトキンは兄弟や従兄弟と共に湖のそばの森に住んでいた。

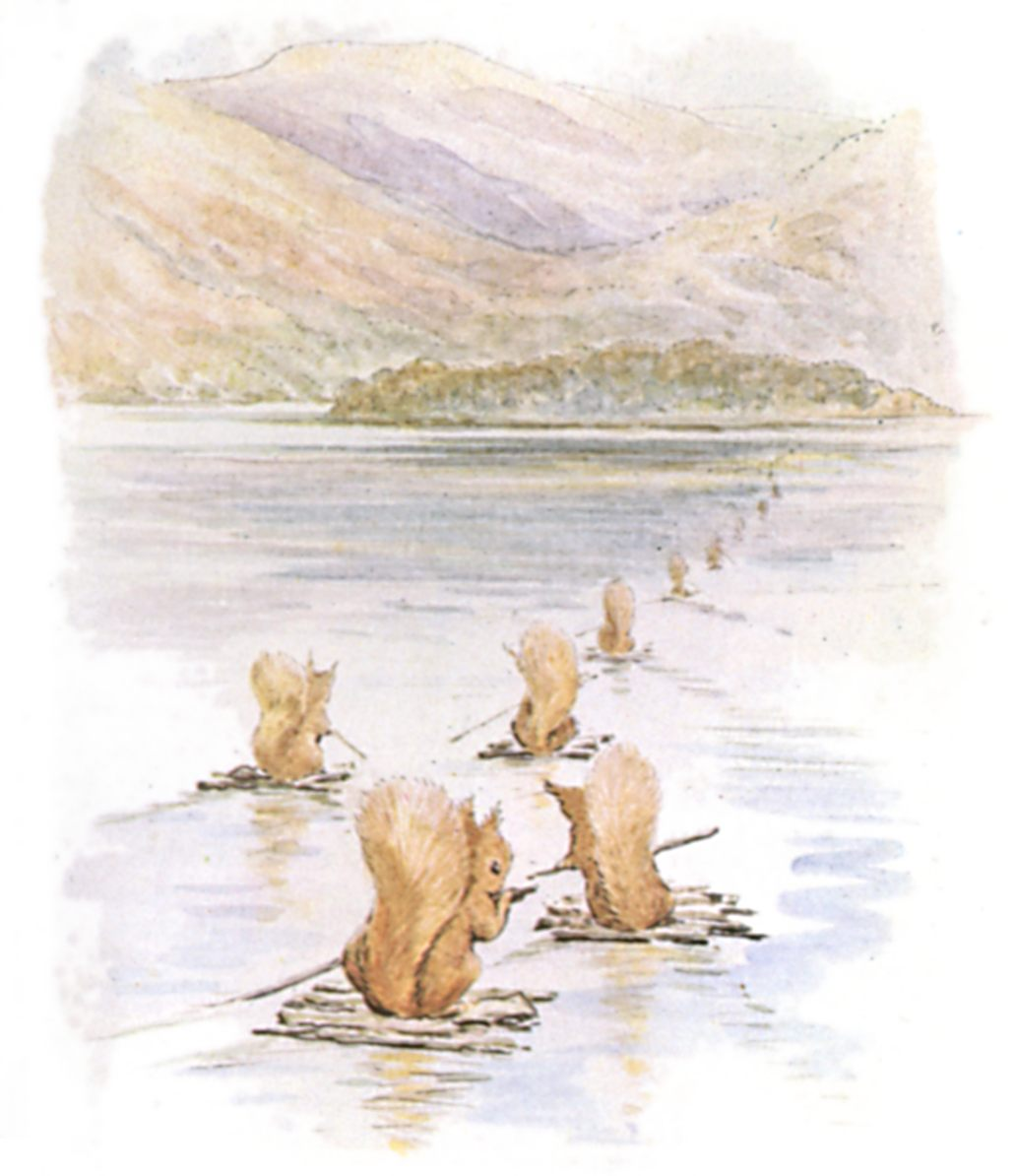

毎年秋になると、りすたちはいかだを作って湖の中に浮かぶ島に出かける。そこにはブラウンじいさまという年寄りのふくろうが住んでいるため、りすたちは手土産を持っていき、木の実を採るための許しを求めるが、ナトキンだけはブラウンじいさまを挑発するようになぞをかける。
しかしブラウンじいさまはナトキンを無視する。りすたちは木の実を採って夕方には家に帰り、次の日も別の手土産を持って島にやってきた。そしてブラウンじいさまに木の実を引き続いて採るための許しを求めるがナトキンは相変わらず無作法な行動をとり、木の実を集める事もしない。
そのような事が続き、りすたちが島に通い始めて6日目、ますます無作法な行いをするナトキンはそれまで何もしてこなかったブラウンじいさまに飛び掛る。その結果、ナトキンはブラウンじいさまに捕まってしまい、ブラウンじいさまの家の中で皮を剥がされそうになる。

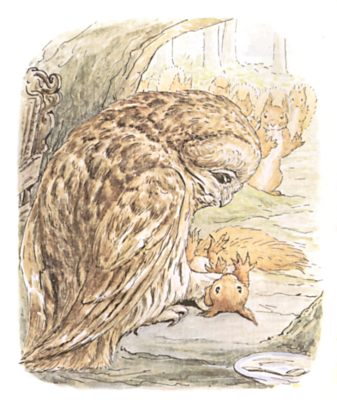

しかし暴れて尻尾が切れたためかろうじて逃げ出す事ができた。今でもナトキンになぞをかけてやると、ナトキンは相手に棒をぶつけたり悪口を浴びせたりする。